# Triburi germanice

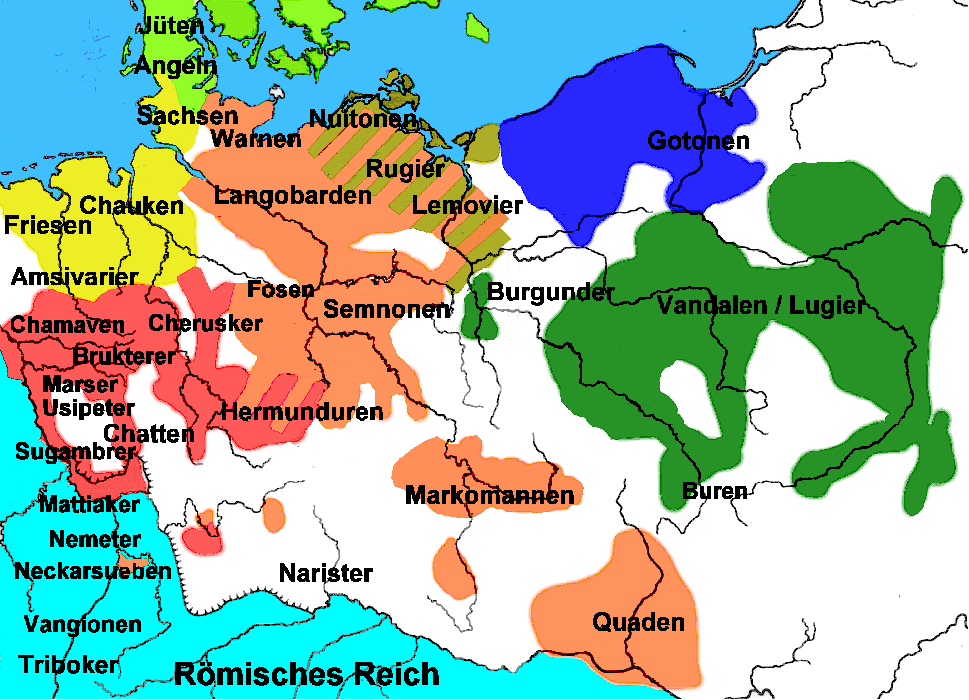
Triburile germanice în preajma anului 50

Popoarele germanice sunt un grup istoric de triburi și popoare indo-europene, cu originea în Europa de Nord, identificați prin folosirea limbilor germanice, care au apărut din germana comună, în timpul epocii pre-romane a fierului. Popoarele germanice din epoca romană a fierului și din perioada migrațiilor prezintă o cultură materială uniformă și credințe religioase relativ comune.
Popoarele germanice s-au răspândit în Europa, în timpul Antichității Târzii și al Evului Mediu Timpuriu. Limbile germanice au devenit dominante de-a lungul granițelor romane (Austria, Germania, Olanda și Elveția), însă în restul provinciilor romane apusene, imigranții germani au  fost asimilați lingvistic de populațiile autohtone de limbă latină, mai concret au adoptat dialecte romanice (latine). În plus, toate populațiile germanice s-au convertit, în cele din urmă, la creștinism de-a lungul Antichității târzii și Evului Mediu timpuriu. Unele triburi germanice au jucat un rol important în Europa central-occidentală la trecerea de la Imperiul Roman la Europa Medievală.

## Etnonim
Cuvântul românesc "germani" provine din cuvântul latinesc "germani", în timp ce cuvântul "nemți" este de origine slava. Există diferite etimologii pentru cuvântul "germani". Ca adjectiv, el este pluralul adjectivului "germanus" (de la "germen", ("sămânță")), care are sensul de "înrudit". Ca etnonim, acest cuvânt este atestat pentru prima oară în anul 223 î.Hr., în inscripția "Fasti Capotolini", DE GALLEIS INSVBRIBVS ET GERM, unde ar putea pur și simplu să se refere la popoare "înrudite" cu galii. Dacă substantivul ulterior "Germani" provine din acest cuvânt, s-ar putea ca el să provină de la faptul că romanii vedeau triburile germanice ca aliați ai celților.
Termenul este folosit pentru prima oară cu sensul de "popoare din "Germania", separate de gali" de Cezar. În acest sens, ar putea fi un împrumut dintr-o limbă celtă, un exonim aplicat triburilor germanice pe baza cuvântului celt pentru "vecin". 
O a III-a sugestie consideră că numele provine direct de la numele hermundurilor.
Sugestia că ar proveni din termenul gal pentru "vecin", ia în calcul cuvintele "gair" din irlandeza veche, "ger" din galeză, însemnând "aproape","gearr" din irlandeză, "scurt" (cu sensul de distanță scurtă), dintr-o rădăcină proto-celtă "gerso-s*", înrudită mai departe cu "chereion" din greaca antică, "inferior" și cu englezescul "gash". Rădăcina proto-indo-europeană ar putea fi de forma: "*kar-", "*ker-", "*gar-", "*gher-".
Din câte se pare, germanii nu aveau un endonim care să includă toate popoarele vorbitoare de limbi germanice și să le excludă pe celelalte. Pe de altă parte, negermanii, în principal celți, romani, greci, erau numiți "walha-*" (acest cuvânt este la originea unor cuvinte precum Wales, Vlahi, Valonia etc.).
Cuvântul generic "þiuda-*" ("oameni") (care apare în numeroase nume proprii, precum "Thiud-reks" și, de asemenea, în etnonimul "Suedezi" din engleza veche "sweo-ðēod") nu este o auto-denumire. Totuși, adjectivul derivat din acest substantiv, "þiudiskaz*", ("popular"), a fost folosit în referire la limba poporului, în opoziție cu limba latină (primul exemplu menționat în 786). Cuvântul a evoluat diferențiat apoi în perioada medievală, în  germană: "Deutsch" (însemnând: german), engleză "Dutch", olandeză: "Duits" și "Dietsch" (primul însemnând: "german", ultimul: "olandez"), daneză: "tysk" (însemnând: "german"). Din jurul anului 875, scriitorii latini se referă la limba germană sub numele de "teutonicus". De aici, folosirea termenului de "teutoni" ca referire la popoarele germanice în general, în afară de tribul specific de teutoni înfrânți în Bătălia de la Aquae Sextiae, în 102 î.Hr.

## Clasificare

Thor/Donar, zeul germanic al trăsnetului. Ciocanul este asociat fulgerului. Tablou de Mårten Eskil Winge, aproximativ 1872

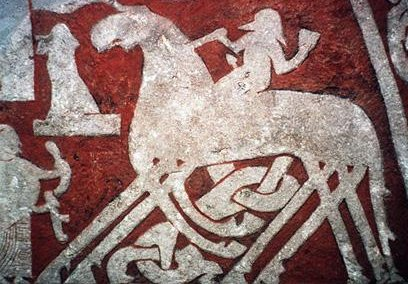
Odin călărind pe Sleipnir (secolul VIII)

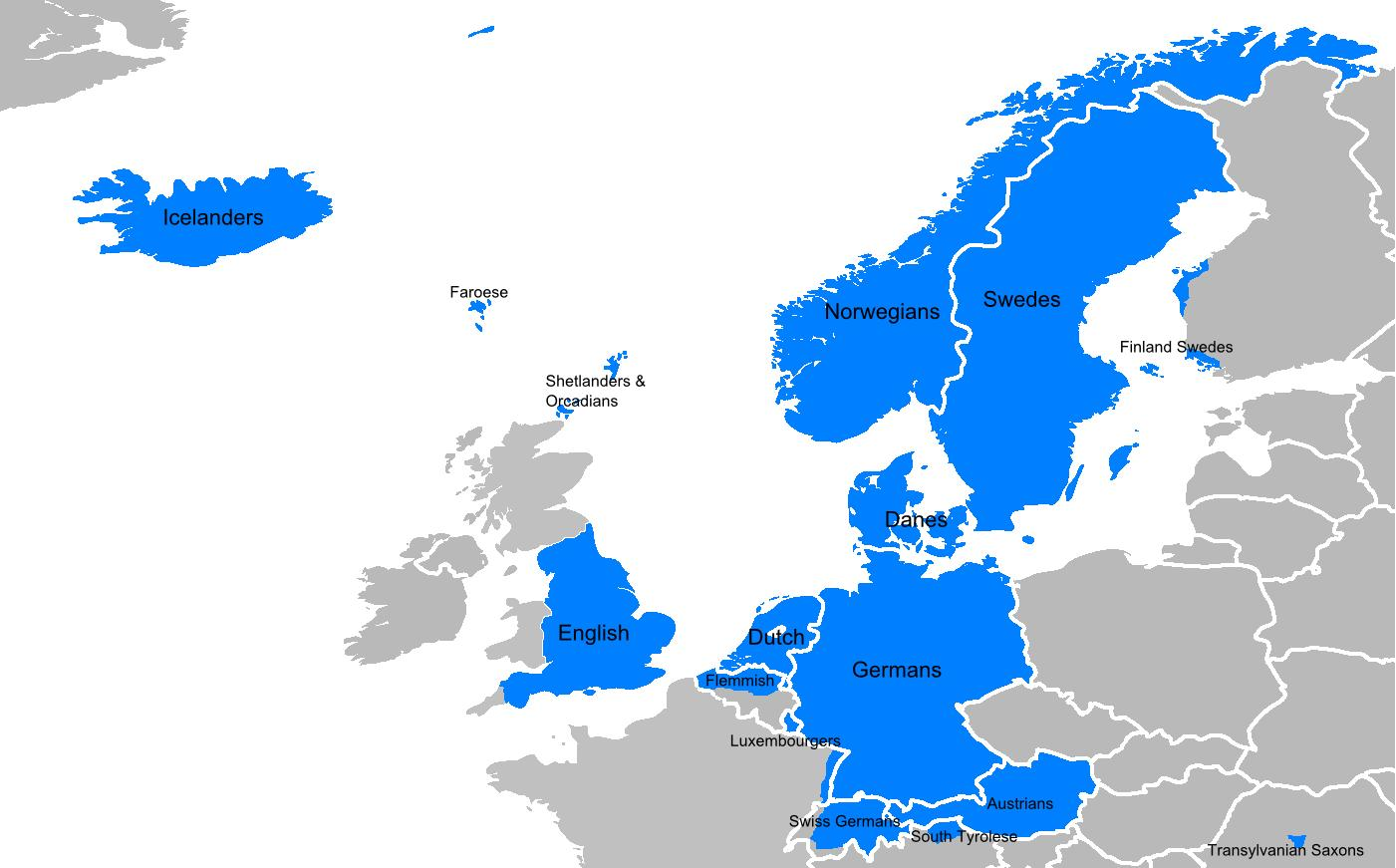

Popoarele germanice sunt clasificate, în funcție de limbă și origine astfel:
- Germanicii de nord (scandinavii), urmașii vikingilor (normanzi, varegi):
  - Suedezii;
  - Norvegienii;
  - Danezii;
  - Islandezii;
  - Feroezii.
- Germanicii de vest (apuseni):
  - Germanii
  - Olandezii
  - Englezii
  - Austriecii
  - Alemani (dispăruți)
  - Saxoni (dispăruți)
  - Angli (dispăruți)
  - Iuți (dispăruți)
  - Franci (dispăruți)
  - Turingieni (dispăruți) etc.
- Germanici de est (răsăriteni), grup dispărut:
  - Goți:
    - Ostrogoți (dispăruți în secolul VI);
    - Vizigoți (dispăruți în secolul VIII);
    - Goții din Crimeea (goții crimeeni), au trăit în Peninsula Crimeea și au dispărut abia în secolul XVIII.

  - Vasali (dispăruți în secolul VI).